# Тамільська кухня

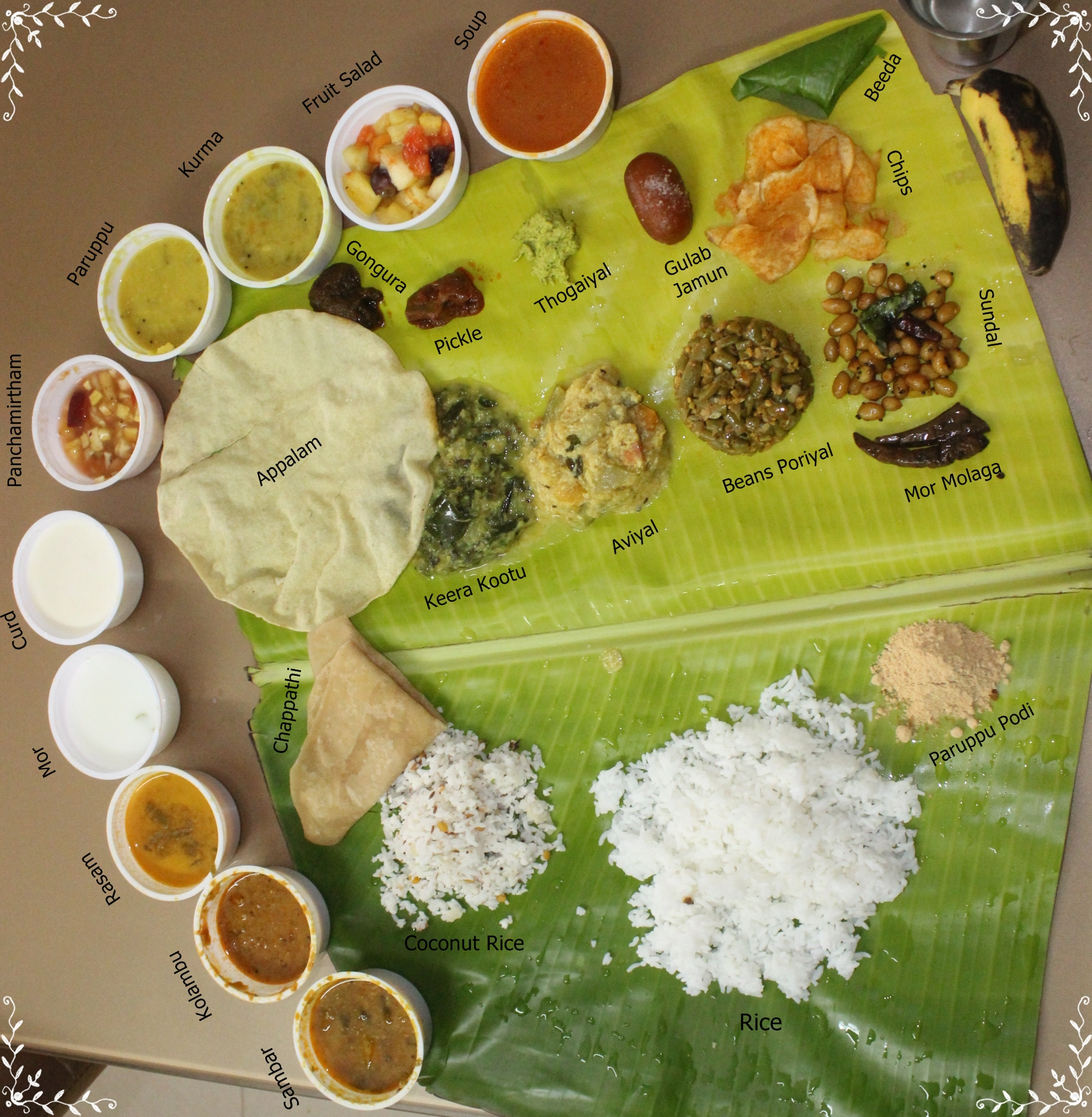
Страви на банановому листі

Тамільська кухня — кухня, яка є рідною для тамілів, які є уродженцями індійського штату Таміл-Наду та частин Шрі-Ланки, зокрема Північного та Східного регіонів. Це також кухня тамільського населення штатів Карнатака, Керала та Андхра-Прадеш в Індії та тамільських громад Сінгапуру, Малайзії та Індонезії.
Таміл Наду славиться глибокою вірою, що подача їжі іншим — це чеснота, культура, яка в багатьох регіонах Індії рідкість. Тамільська кухня включає як вегетаріанські, так і не вегетаріанські страви. Рис, бобові та сочевиця широко використовуються, а смак досягається шляхом змішування різних спецій. Тамаринд використовується як закислювач.

## Тамільські страви у світовій кухні
Слово карі походить від тамільської назви соуса (присмака до рису) карі. Португальцям приписують популяризацію цієї страви після того, як вони колонізували Індію — рецепт карі є в португальській кулінарній книзі 17 століття.

## Подача
В особливі випадки традиційні тамільські страви готуються витончено і неквапливо і подаються в традиційному стилі на банановому листі. Традиційний спосіб прийому їжі передбачає щоб люди сиділи на підлозі, їжа має подаватися на банановому листі, використовувати чисті пальці правої руки для вживання страви. Після їжі пальці миють, а банановий лист стає їжею для корів. Зазвичай сніданок включає ідлі або досу та рис, що супроводжуються самбаром і расамом, з подальшим сиром на обід.
Особливий спосіб подачі їжі — тамільський Саппаду відомий завдяки Аннадані, звичаю подавати їжу Богу, а потім роздавати її людям у храмах тамілів. «Саппаду» означає вегетаріанські страви, що мають всі шість смаків — солодкий (Ініпу), кислий (Пуліпу), гіркий (Касаппу), солоний (Уварпу), терпкий (Туварпу), гострий (Каарпу). «Саппаду» складається з рису з іншими типовими тамільськими стравами, поданими на банановому листі. Десерт (як правило, Паяасам) зазвичай подається для завершення страви. Кава та чай є основними напоями.
«Вірундху», означає «бенкет», коли гостей запрошують під час урочистих випадків поділитися їжею. Гості сидять на розгорнутому на підлозі килимку, і на банановому листі подають страви. Для фестивалів та спеціальних церемоній використовують більш складне меню з рисом на пару, іншими видами рису (наприклад, томатним рисом), дал, самбар (тушкована сочевиця), кара Кужамбу (пряне тушковане м'ясо з кокосовою основою або дал-основою), расам (тушкований тамаринд з іншими травами і спеціями), тхаїр (сир) разом з поріял (сухі обсмажені овочі), варувал (обсмажені на олії овочі або м'ясо), кутту (овочева суміш із зеленим далом або кокосом), кіраї масіял (мелена зелень), авіял (суміш з варених овочів, приготованих з кокосом на молоці або сирі), пачаді (салат з огірків, цибулі з сиром), аппалам (смажені пападам), товайял (мелена паста з овочів), оорукай (соління), паясам (солодка рідина з молочною основою або кокосовою основою або дал основою). Після завершення застілля подають банани і листя бетелю (їдять з горіхами ареки та вапняком), що допомагає травленню.

## Страви

### Супи
Муллігатавні (там. மிளகாய் 'перець' та தண்ணி, 'вода') традиційний тамільський суп.
Расам — гострий суп, приготований з помідорів, насіння кмину, перцю тощо.

### Другі страви
Куж (там. தமிழ்) тамільська каша з проса.
Конджі (там. கஞ்ச) — рисова рідка каша з рису.
Понгал — різні варіації вареного рису.
Упма — густа каша з сухої смаженої манної крупи або грубого рисового борошна.
Путту (там. புட்டு) — пропарені циліндри меленого рису, з прошарками тертого кокосу, часто із солодкою або пікантною начинкою всередині.
Кожуккатта — пропарені вареники з рисовим борошном.
Ідіяппам (там. இடியாப்பம்) — рисова локшина.
Бхаджі — овочі глибокої засмажки.

### Борошняні вироби
Аппалам (там. அப்பளம்) дуже тонкий круглий випечений коржик з сочевичного борошна.
Ідлі (там. இட்லி) кекси, виготовлені з ферментованого ураду і рису.
Доса (там. தோசை) млинці, виготовлені з ферментованого ураду і рису.
Вада — смажені пончики з бобових чи картоплі.
Падду — смажені оладки з тіста соцевиці та рису.
Аппам (там. ஆப்பம்) — вид млинців напівсферичної форми.
Уттапам — густий млинець, з начинками.
Мурукку — пікантна, хрустка закуска, яку зазвичай виготовляють з рисового борошна та борошна урад.
Пуррі (там. பூரி) — глибоко смажений хліб.
Кожуккаттай (там. கொழுகட்டை) — вареники з джемом.
Паротта (там. பரோட்டா) — коржі з витяжного тіста.

## Галерея

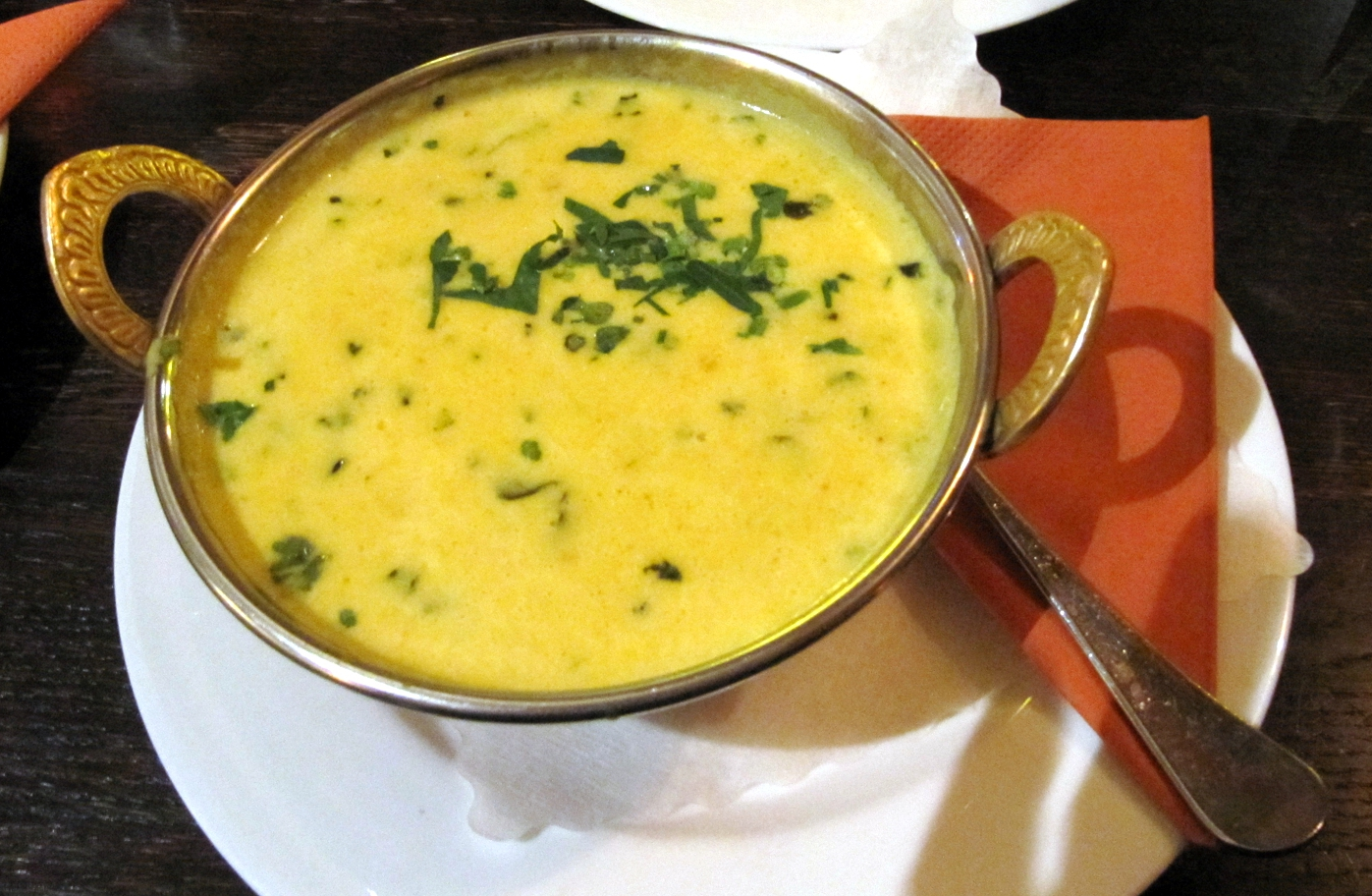
Муллігатавні
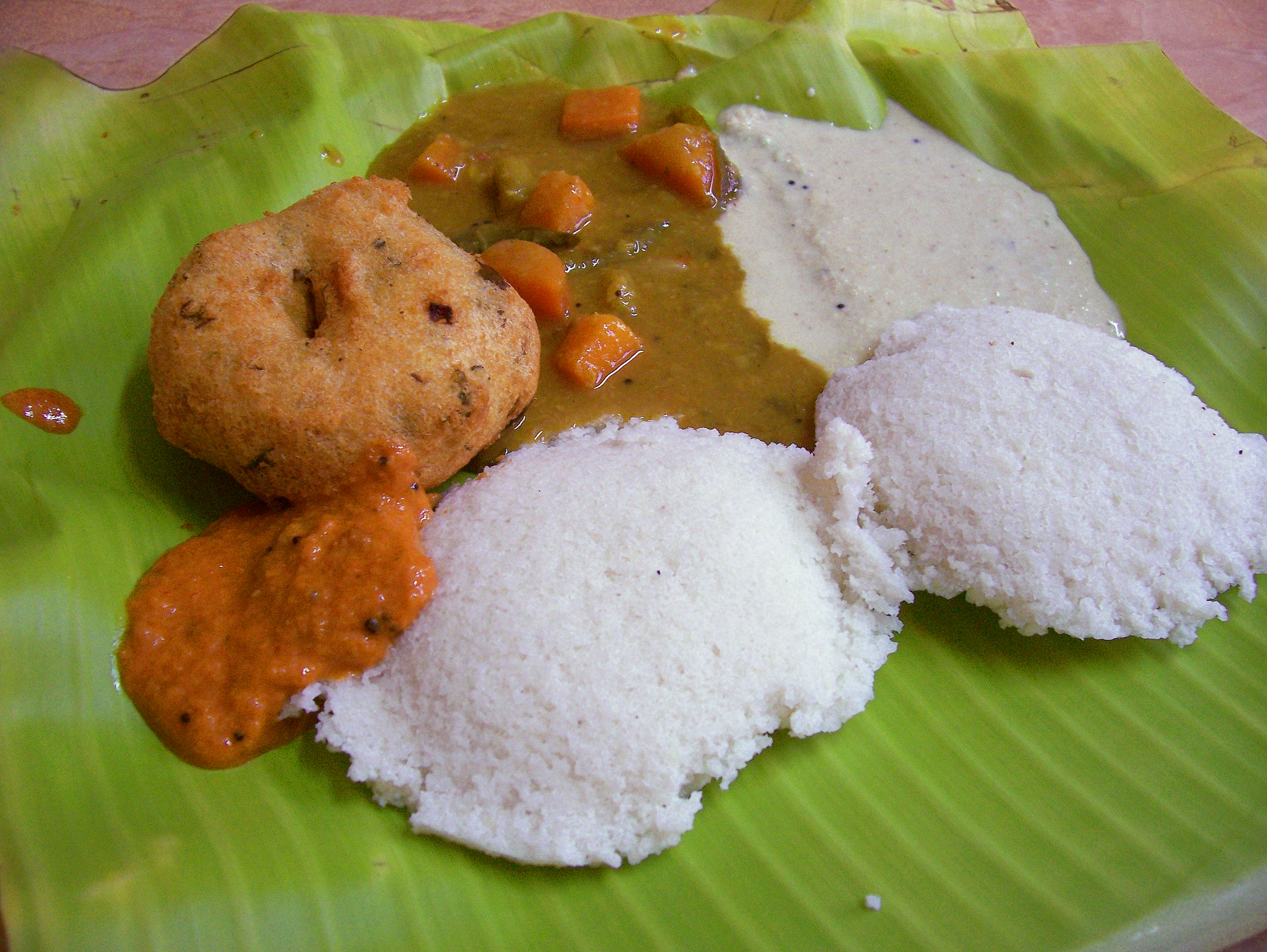
Ідлі, меду вада та самбар на листку банана
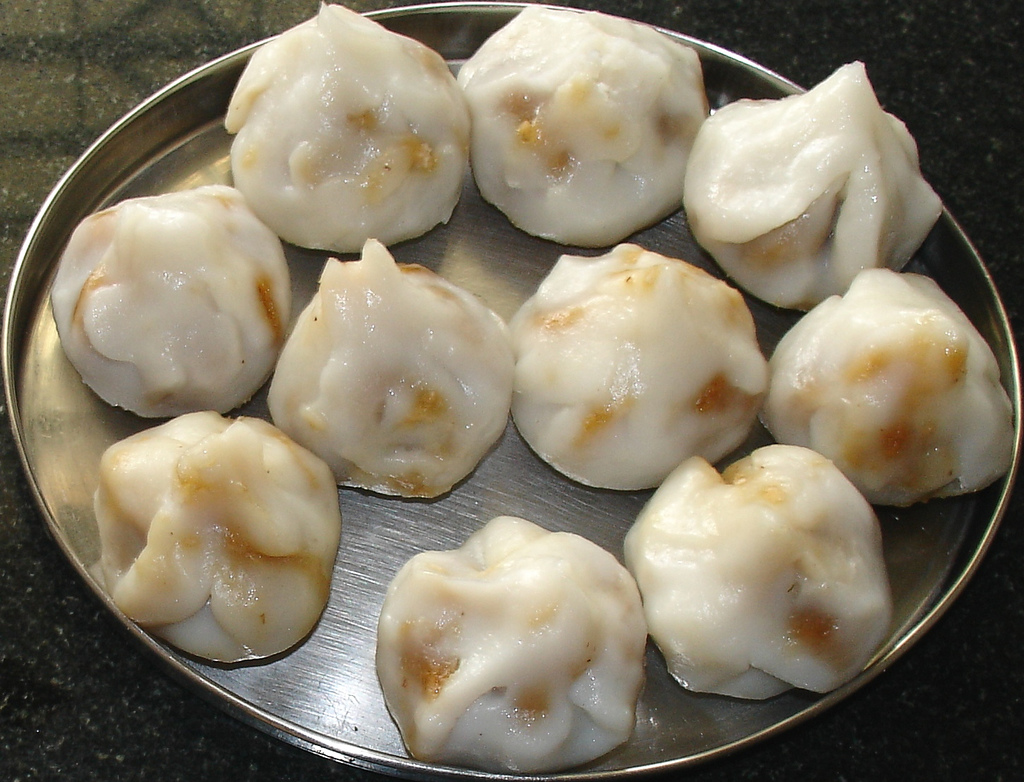
Кожуккатта
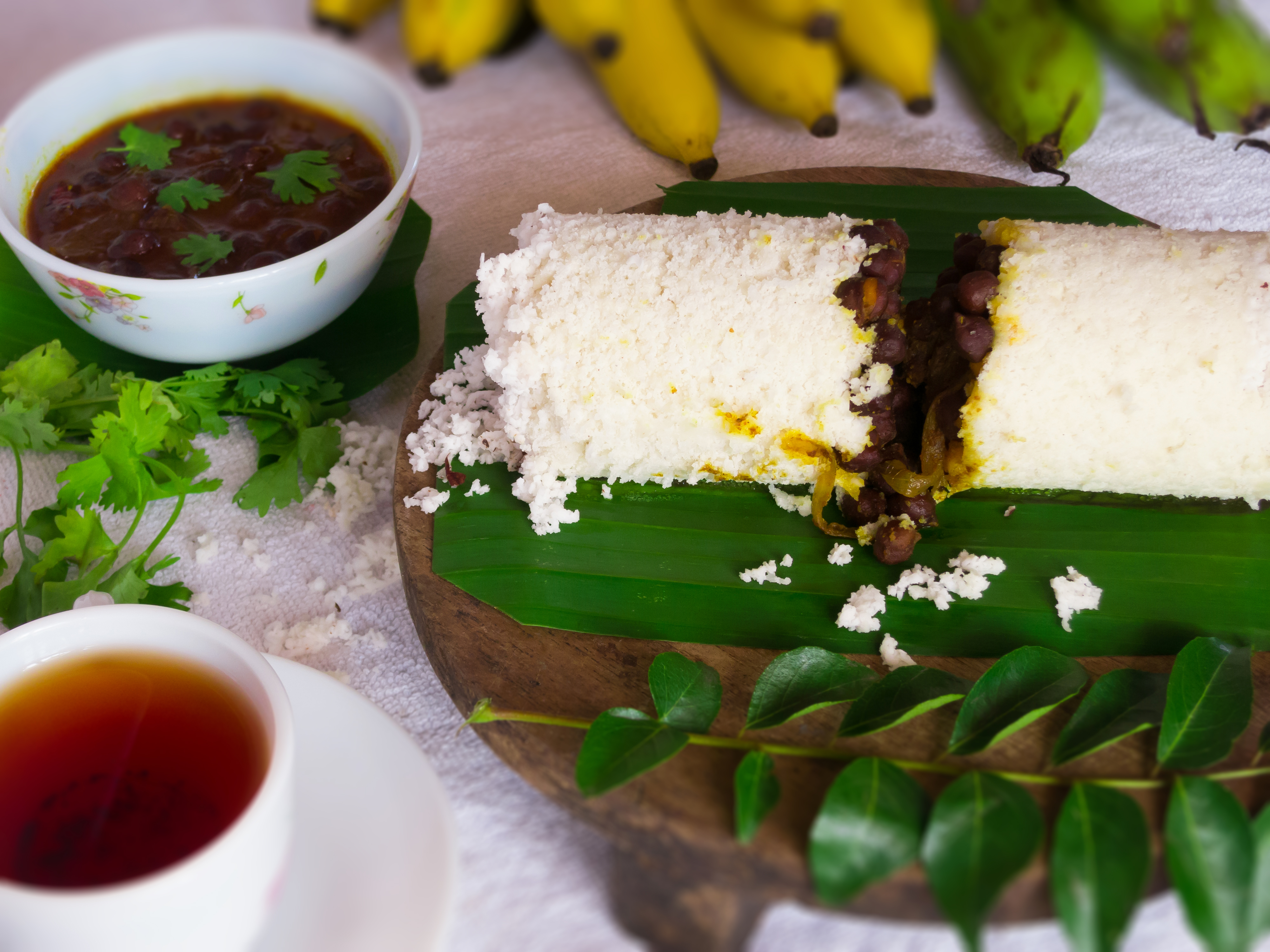
Путту
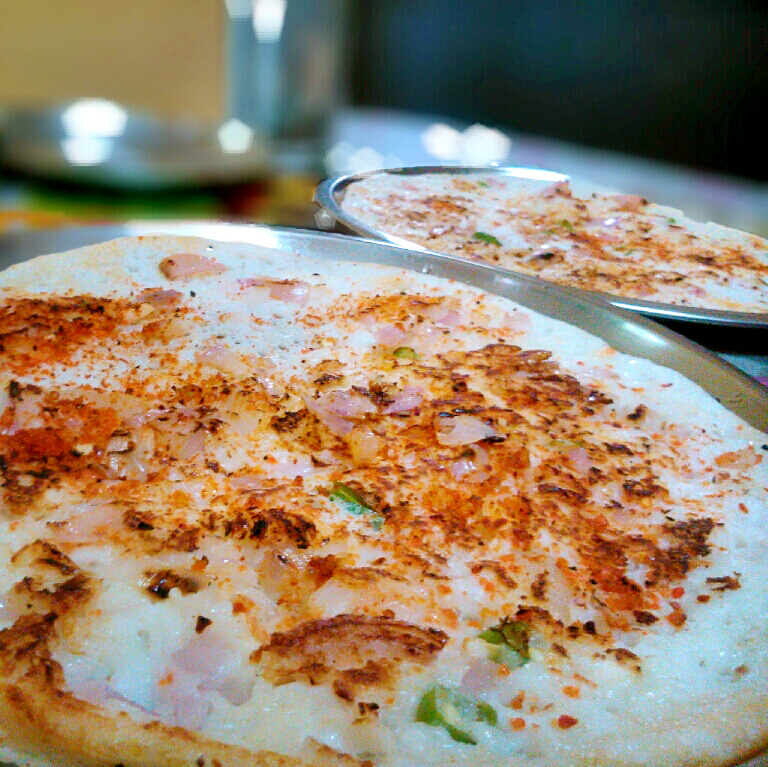
Уттапам
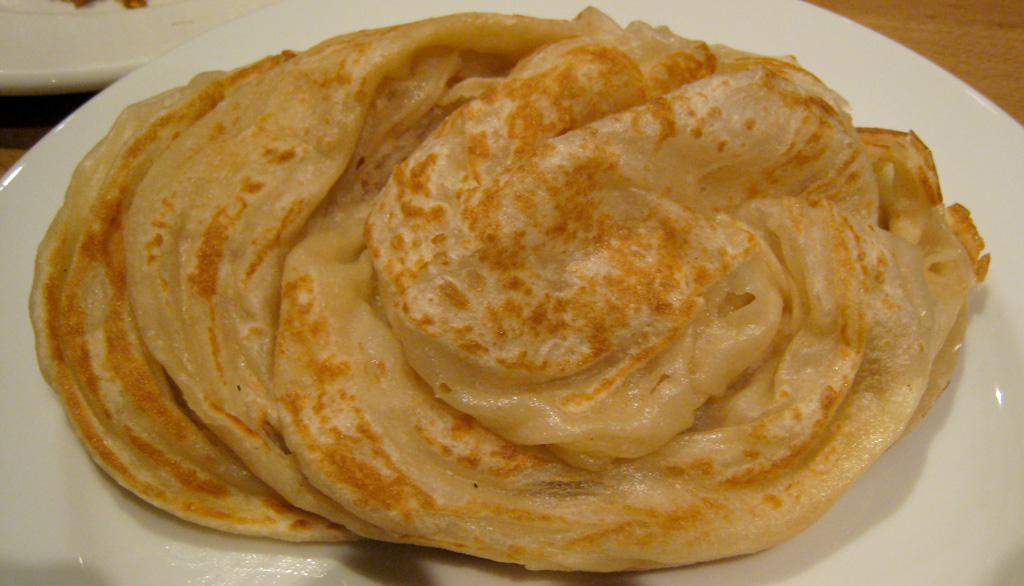
Паротта